# Pseudoproscopia
Pseudoproscopia is een geslacht van rechtvleugeligen uit de familie Proscopiidae. De wetenschappelijke naam van dit geslacht is voor het eerst geldig gepubliceerd in 2006 door Bentos-Pereira.

## Soorten
Het geslacht Pseudoproscopia omvat de volgende soorten:
- Pseudoproscopia amedegnatoi Bentos-Pereira, 2006
- Pseudoproscopia jagoi Bentos-Pereira, 2006
- Pseudoproscopia latirostris Brunner von Wattenwyl, 1890
- Pseudoproscopia onca Bentos-Pereira, 2006
- Pseudoproscopia panamensis Bentos-Pereira & Rowell, 1999
- Pseudoproscopia robusta Bentos-Pereira, 2006
- Pseudoproscopia scabra Klug, 1820
- Pseudoproscopia septentrionalis Bruner, 1905
- Pseudoproscopia vazferreirai Bentos-Pereira, 2006